# Балетна пачка

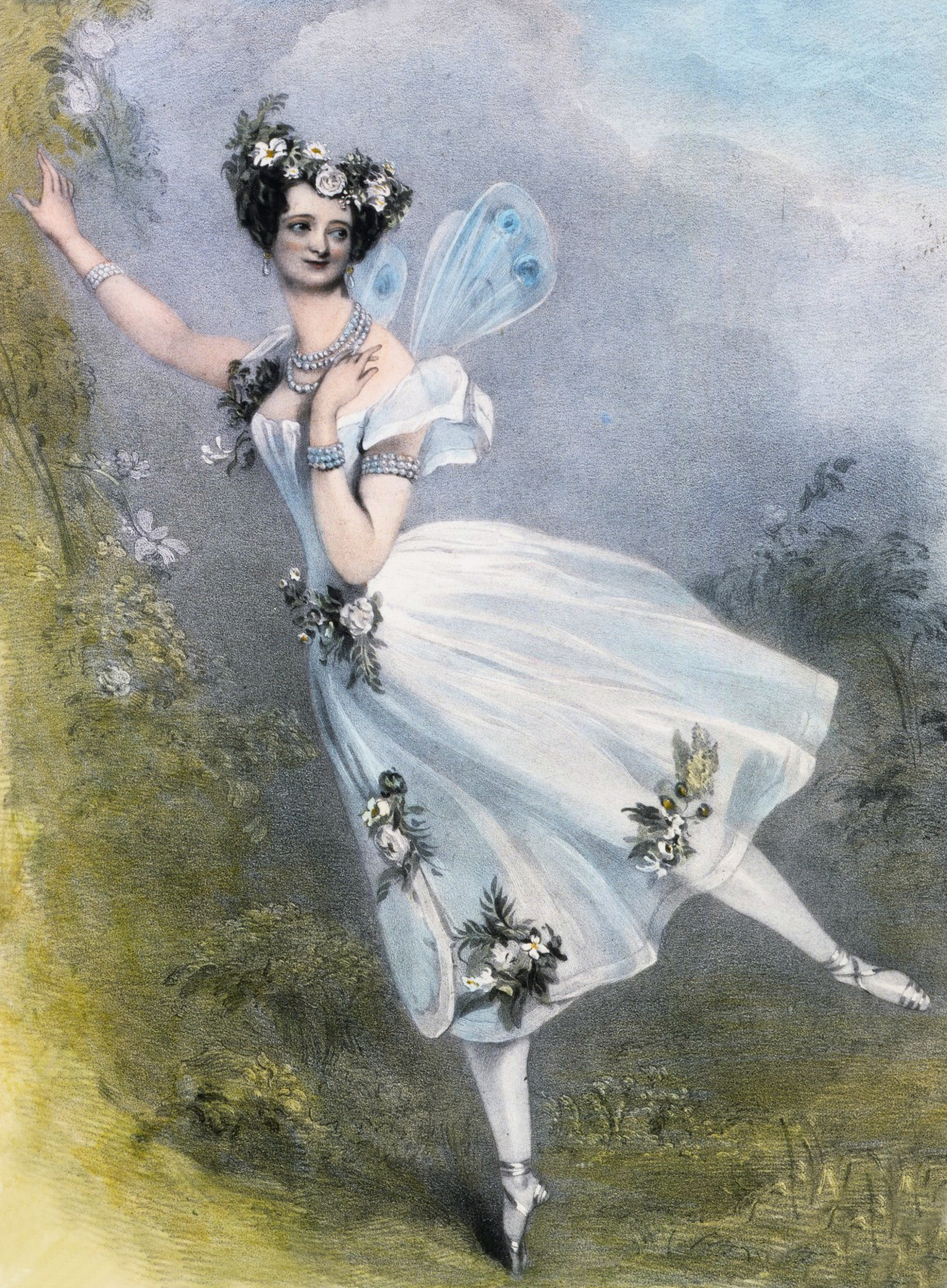
Марія Тальоні в балеті «Зефір і Флора» Шарля Луї Дідло

Бале́тна па́чка — пишна коротка багатошарова спідниця танцюристок класичного балету. Вперше пачку було виготовлено в 1839 році для італійської балерини Марії Тальоні за ескізом Ежена Ламі. Спочатку пачка виготовлялася з мусліну чи тарлатану (однотонної прозорої бавовняної або шовкової тканини), які складали у кілька шарів, а з 1940-х років — з легких, пружних синтетичних тканин.